# 圣朱利安莱维拉
圣朱利安莱维拉（法語：Saint-Julien-les-Villas）是法国奥布省的一个市镇，位于该省中部，属于特鲁瓦区和特鲁瓦香槟都会城市圈公共社区，其市镇面积为5.26平方公里，2022年1月1日时人口数量为6,752人。
圣朱利安莱维拉是特鲁瓦香槟都会城市圈公共社区的组成部分，位于特鲁瓦市区以南，是特鲁瓦近郊的重要卫星城。

## 地名
“莱维拉”在法语中意为“别墅”。

## 行政
圣朱利安莱维拉的邮政编码为10800，INSEE市镇编码为10343。

## 地理

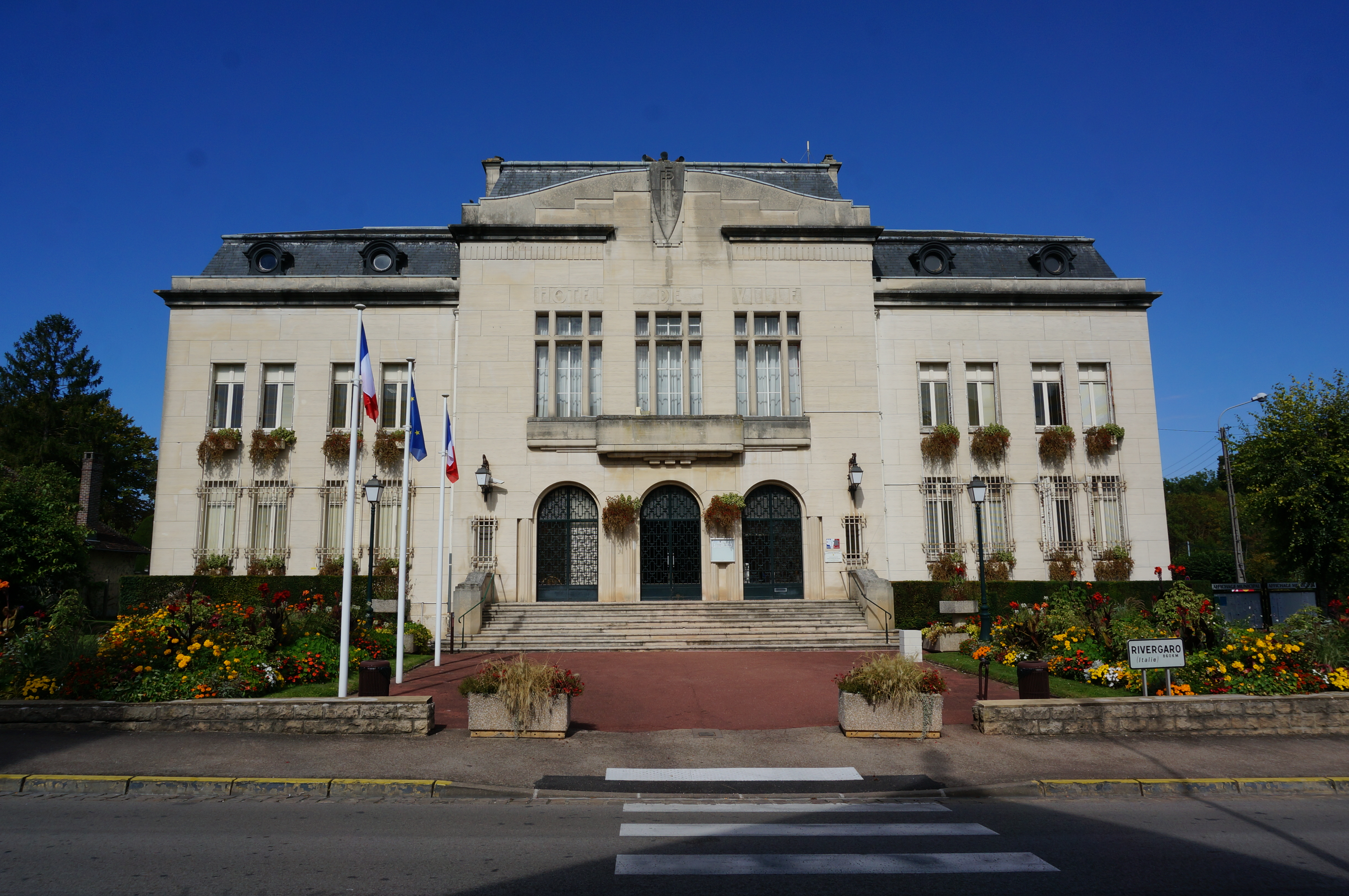
市政厅

圣朱利安莱维拉（48°16'17"N, 4°5'51"E）位于法国中北部偏东，大东部大区西南部和奥布省中部。
与圣朱利安莱维拉接壤的市镇包括：布雷维扬德、特鲁瓦附近罗西耶尔、鲁伊圣卢、圣帕尔欧泰特尔、特鲁瓦。
圣朱利安莱维拉位于塞纳河干流两岸，境内地势平坦。
按照柯本气候分类法，圣朱利安莱维拉属于温带海洋性气候，全年温差较小，降水分布均匀。

## 历史
圣朱利安莱维拉始建于1157年，历史上长期为一普通村落，中世纪末期塞纳河畔出现磨坊，20世纪70年代后出现居民区，逐渐发展成为特鲁瓦的重要近郊卫星城。

## 交通
特鲁瓦环城公路、奥布省省道D21线、D49线和D671线经过圣朱利安莱维拉境内。
特鲁瓦公交的十余条线路途径并停靠境内。

## 政治
现任圣朱利安莱维拉市长为让-米歇尔·维亚尔先生（Jean-Michel Viart）。

## 人口
| 年份   | 1936  | 1946  | 1954  | 1962  | 1968  | 1975  | 1982  | 1990  | 1999  | 2006  | 2007  | 2008  | 2013  | 2017  |
| ------ | ----- | ----- | ----- | ----- | ----- | ----- | ----- | ----- | ----- | ----- | ----- | ----- | ----- | ----- |
| 人口數 | 3,050 | 2,984 | 3,229 | 4,379 | 5,183 | 5,926 | 5,809 | 6,027 | 6,420 | 6,700 | 6,741 | 6,782 | 6,904 | 6,811 |

## 社会
特鲁瓦打折村（Marques Avenue）位于其境内。
圣朱利安青年运动会（Jeunesse Sportive Saint Julien）是当地的一支足球队，参加地方性的足球联赛。
圣朱利安莱维拉境内设有一处生活垃圾处理中心。